# Bokermannohyla alvarengai
Bokermannohyla alvarengai é uma espécie de anfíbio da família Hylidae. Endêmica do Brasil, pode ser encontrada nas Serra do Espinhaço e Serra do Caraça, nos estados da Bahia e Minas Gerais.